# 卡梅拉塔科尔内洛
卡梅拉塔科尔内洛（義大利語：Camerata Cornello），是意大利贝加莫省的一个市镇。总面积12平方公里，人口624人，人口密度52.0人/平方公里（2009年）。国家统计（ISTAT）代码为016048。